# Swings and Roundabouts
Swings and Roundabouts är Amy Diamonds femte studioalbum. Det släpptes 2009 av Bonnier Amigo Music Group. Den 18 december 2009 nådde albumet guldstatus.

## Låtlista
| Nr | Låt                          | Musik        | Text                            | Längd |
| -- | ---------------------------- | ------------ | ------------------------------- | ----- |
| 1  | Up                           |              |                                 | 2:55  |
| 2  | Dance Like Nobody's Watching |              |                                 | 3:34  |
| 3  | Deserve Better               |              |                                 | 3:51  |
| 4  | Fast Forward                 |              |                                 | 3:14  |
| 5  | Lucky Star                   |              |                                 | 3:14  |
| 6  | Bittersweet                  |              |                                 | 4:06  |
| 7  | So Many Things               |              |                                 | 3:06  |
| 8  | Crossfire                    |              |                                 | 2:56  |
| 9  | Heartbeats                   |              |                                 | 3:56  |
| 10 | A Good Day                   |              |                                 | 3:21  |
| 11 | Higher Ground                |              |                                 | 3:55  |
| 12 | Brand New Day                |              |                                 | 3:00  |
| 13 | Cowboys                      |              |                                 | 2:58  |
| 14 | Take Your Time               |              |                                 | 3:56  |
| 15 | It's My Life                 | Oskar Holter | Alexander Bard, Bobby Ljunggren | 3:05  |

## Topplista, Sverige
| Album                  | Högst Placerad | Antal Veckor |
| ---------------------- | -------------- | ------------ |
| Swings And Roundabouts | 16             | 3            |

| Låt          | Högst Placerad | Antal Veckor |
| ------------ | -------------- | ------------ |
| Up           | 4              | 1            |
| It's My Life | 14             | 6            |

## Medverkande
- Amy Diamond - sång

## Listplacering
| Lista (2009-2010) | Topplacering |
| ----------------- | ------------ |
| Sverige           | 16           |

### Fotnoter
1. ↑  ”Svensk mediedatabas”. http://smdb.kb.se/catalog/id/002566192. Läst 1 juni 2011.
2. ↑  ”Listplacering”. http://hitparad.se/showitem.asp?interpret=Amy+Diamond&titel=Swings+And+Roundabouts&cat=a. Läst 1 juni 2011.